# Volcano Global Risk Identification and Analysis Project
Le Volcano Global Risk Identification and Analysis Project, ou VOGRIPA, est un programme de recherche en volcanologie centré sur la prévision volcanologique lancé en 2005. Son site web est hébergé par le British Geological Survey en collaboration avec l'université de Bristol et d'autres partenaires internationaux.